# Bernd Heinrich (Volleyballspieler)
Bernd Heinrich (* 6. November 1961) ist ein ehemaliger deutscher Behindertensportler.

## Werdegang
Bernd Heinrich stammt aus dem Schwarzwald. Im Alter von sieben Jahren erlitt er einen schweren Lkw-Unfall, bei dem er ein Bein verlor (Oberschenkelamputation). Trotz dieser schweren Verletzung wollte er auf sportliche Betätigung nicht verzichten. Er wurde deshalb Mitglied des VC Nagold. Als für ihn behindertengerechte Sportart wählte er den Sitzvolleyball, in dem er bald gute Leistungen erzielte. Schon als noch sehr junger Mann wurde er in die deutsche Sitzvolleyballnationalmannschaft berufen, in der er in nationalen und internationalen Wettbewerben eingesetzt wurde und mit der deutschen Mannschaft außergewöhnliche Erfolge erzielte. So wurde er bereits 1983 mit der deutschen Nationalmannschaft Vizeweltmeister. Außerdem wurde er 3 Mal Weltmeister, 4 Mal Europameister und nahm drei Mal an Paralympischen Sommerspielen teil, bei denen er je eine Goldmedaille errang.
Die erste Goldmedaille bei den Paralympischen Sommerspielen errang er 1988. Es folgte eine weitere Goldmedaille 1992, die dritte gewann er dann bei den Paralympics im Jahre 2000.
Für den Gewinn der Goldmedaille bei den Paralympischen Sommerspielen 1992 erhielten er und die deutsche Sitzvolleyball-Nationalmannschaft von Bundespräsident Richard von Weizsäcker das Silberne Lorbeerblatt.